# Białokury
Białokury (niem. Baldekow) – wieś sołecka w północno-zachodniej Polsce, położona w województwie zachodniopomorskim, w powiecie kołobrzeskim, w gminie Siemyśl.
Według danych z 31 grudnia 2013 r. Białokury miały 276 mieszkańców.

## Położenie
Miejscowość leży na Równinie Gryfickiej ok. 21 km na południe od Kołobrzegu przy drodze powiatowej Rościęcino – Rzesznikowo.

## Historia
Pierwsze wzmianki o Bialcur pochodzą z 1224 r., gdy księżna pomorska Anastazja, powołując do życia klasztor norbertanek w Białobokach koło Trzebiatowa przekazała im we władanie m.in. Białokury. Źródła z 1264 r. mówią o istnieniu w miejscowości działów własnościowych rodziny von Manteuffel i klasztoru w Białobokach. Później miejscowość znalazła się w rękach kapituły kołobrzeskiej. Po sekularyzacji dóbr kościelnych wieś trafiła w ręce Manteuffelów. W 1594 r. Białokury wchodziły w skład parafii ewangelickiej w Gorawinie. W 1628 r. wieś należy do Manteuffelów z Drozdowa. Po pokoju westfalskim i podziale księstwa pomorskiego wieś wchodziła w skład Brandenburgii, potem Prus i Niemiec. W XVIII w. Białokury są podzielone pomiędzy rodziny von Kamecke i Manteuffelów, później często zmieniały właścicieli. Przed 1945 r. Białokury wchodziły w skład okręgu (Amt), jak i parafii ewangelickiej Gorawino. Od 1945 r. w granicach Polski. W latach 1950 – 1998 miejscowość administracyjnie należała do województwa koszalińskiego.

## Zabytki
- Park pałacowy z końca XIX wieku[9], w którym rosną 2 dęby szypułkowe odmiany stożkowej o obwodach 300 i 310 cm, uznane za pomniki przyrody[10], pozostałość po pałacu.

## Transport
Połączenie autobusowe z Kołobrzegiem jest obsługiwane przez kilku przewoźników. Przez Białokury przebiegają również linie do Rymania, Szczecina i Gościna. Na terenie wsi znajdują się 2 przystanki autobusowe.